# Hertha Marks Ayrton
Phoebe Sarah Hertha Ayrton, nascida Marks (Ilha Portsea, 28 de abril de 1854 — Bexhill-on-Sea, 23 de agosto de 1923) foi uma engenheira, matemática e inventora inglesa.

## Vida pessoal e educação
Hertha nasceu como Phoebe Sarah Marks, na Ilha Portsea, em Hampshire. Era a terceira filha de um judeu polonês e relojoeiro, chamado Levi Marks, imigrante da Polônia, então uma divisão da Rússia czarista. Sua mãe era Alice Theresa Moss, costureira, que era filha de Joseph Moss, comerciante de vidro. Seu pai faleceu em 1861, deixando a esposa com sete filhos, mais um para nascer. Hertha , então acabou assumindo a criação dos irmãos para ajudar a mãe.
Aos 9 anos, Hertha foi convidada por suas tias, que dirigiam uma escola em Londres, a viver com seus primos e estudar com eles. Ela era conhecida por seus pares e professores como uma personalidade ardente, ocasionalmente rude. Seus primos a introduziram à ciência e à matemática e aos 16 começou a trabalhar como governanta.
Hertha estudou no Girton College, em Cambridge, onde estudou matemática e foi treinada em física por Richard Glazebrook. Durante seus estudos em Cambrigde, Hertha construiu um esfigmomanômetro (medidor de pressão arterial), foi líder de coral, fundou a brigada de incêndio do Girton College, junto de Charlotte Scott. Em 1880, passou no curso de licenciatura em matemática, mas Cambridge não aceitou sua formação, pois na época ela fornecia apenas certificados e não graduação às mulheres. Ela então passou por uma prova externa, na Universidade de Londres, onde obteve o bacharelado em Ciências, em 1881.
Hertha era agnóstica. Na adolescência, ela adotou o nome Hertha devido a um poema de Algernon Charles Swinburne, que criticava a religião. Em 1885, ela se casou com o viúvo, William Edward Ayrton, físico e engenheiro elétrico, que foi seu grande apoiador na ciência. Sua primeira filha recebeu o nome de Barbara Bodichon Ayrton (1886–1950), em homenagem a Barbara Bodichon. Barbara, ou Barbie, se tornaria membro do Parlamento pelo Partido Trabalhista. Seu neto foi o artista Michael Ayrton.

## Matemática e engenharia
Ao voltar para Londres, Hertha ganhava dinheiro ensinando e bordando, dirigia um clube para meninas trabalhadoras e cuidava de sua irmã inválida. Ela usou seus conhecimentos em matemática para fins práticos, lecionando na Notting Hill and Ealing High School. Também foi ativa na elaboração e resolução de problemas matemáticos, muitos dos quais foram publicados em "Questões Matemáticas e Suas Soluções" do Educational Times. Em 1884, patenteou um tipo de compasso, um instrumento de desenho na engenharia para dividir uma linha em qualquer número de partes iguais e para ampliar e reduzir figuras. Esse compasso era sua primeira invenção importante e, embora seu uso preliminar fosse, provavelmente, para artistas, era também útil aos arquitetos e engenheiros.
O pedido de patente de Ayrton foi apoiado financeiramente por Louisa Goldsmid e pela feminista Barbara Bodichon, que juntas emprestaram dinheiro suficiente para registrar as patentes; a invenção foi mostrada na Exhibition of Women's Industries e recebeu muita atenção da imprensa. A patente de 1884 de Hertha foi a primeira de muitas - de 1884 até sua morte, Hertha registrou 26 patentes: cinco em divisores matemáticos, 13 em lâmpadas de arco e eletrodos, o resto na propulsão a ar.
Em 1884, Hertha começou a lecionar eletricidade no Finsbury Technical College, sob orientação de William Edward Ayrton, pioneiro na engenharia elétrica e no ensino de Física, membro da Royal Society. Em 6 de maio de 1885, ela se casou com seu antigo professor, auxiliando-o em seus experimentos em física e eletricidade. Foi também quando começou seus estudos sobre as características do arco elétrico.
No final do século XIX, a lâmpada elétrica era amplamente utilizada para a iluminação pública. A tendência dos arcos elétricos de cintilar e sibilar foi um grande problema. Em 1895, Hertha Ayrton escreveu uma série de artigos para The Electrician, uma publicação londrina de eletricidade e física, explicando que estes fenômenos eram o resultado do oxigênio que entra em contato com as hastes de carbono utilizadas na confecção do arco. Em 1899, ela foi a primeira mulher a ler seu próprio trabalho diante da Instituição de Engenheiros Elétricos (IEE). Seu artigo foi intitulado "A Sibilação do Arco Elétrico". Pouco tempo depois, Ayrton foi eleita a primeira mulher membro do IEE; a próxima mulher a ser admitida no IEE foi em 1958.
Hertha pediu para apresentar o documento diante da Royal Society, mas não foi permitida por ser mulher. "O Mecanismo do Arco Elétrico foi lido por John Perry, em 1901. Hertha foi a primeira mulher a ganhar um prêmio Royal Society, a Medalha Hughes, concedida a ela em 1906 por sua pesquisa com o arco elétrico. No final do século XIX, seu trabalho com engenharia elétrica foi reconhecido tanto nacional quanto internacionalmente. Discursou no Congresso Elétrico em Paris, em 1900. Seu sucesso levou a Associação Britânica para o Avanço da Ciência a permitir que as mulheres servissem em comitês gerais e seccionais.
Em 1902, Hertha publicou O Arco Elétrico, um resumo de sua pesquisa e trabalho na área, que se originou de seus primeiros trabalhos publicados na The Electrician, entre os anos de 1895 e 1896. Com essa publicação, ela contribuiu para a área da engenharia elétrica, que começava a se consolidar. Ela não foi bem recebida pelas mais tradicionais e prestigiadas sociedades científica no começo. Foi apenas depois desta publicação recebida com «um sucesso retumbante» que ela se tornou membro da Royal Society, em 1902, por indicação de John Perry, já que até então a sociedade não considerava mulheres como elegíveis a membro.
Em 1904, ela se tornou a primeira mulher a ler um artigo científico diante da Royal Society, com o título "A Origem e o Crescimento das Marcas de Ondulação", publicado posteriormente no Proceedings of the Royal Society.

## Últimos anos e morte
Hertha ajudou a fundar a International Federation of University Women, em 1919 e a National Union of Scientific Workers, em 1929. Ela morreu devido à uma picada de inseto, em 26 de agosto de 1923, em New Cottage, Sussex, aos 69 anos.